# Manuel Silva Suárez
Manuel Silva Suárez (27 de enero de 1951- 28 de noviembre de 2022)  fue un ingeniero, académico y catedrático de universidad español.

## Biografía
En 1978, Manuel Silva se doctoró en ingeniería automática por el Institut National Polytechnique de Grenoble (Francia) y, en 1979, en ingeniería industrial por la Universidad de Sevilla.
En 1981 pasó a trabajar como catedrático de Ingeniería de Sistemas y Automática en la Escuela de Ingeniería y Arquitectura de la Universidad de Zaragoza, entonces Escuela Técnica Superior de Ingenieros Industriales. Fue director del centro entre 1987 y 1993 y, durante su mandato, incorporó los estudios de Ingeniería de Telecomunicación (1989) y de Informática (1992) a la universidad aragonesa. Además, fundó el Grupo de Ingeniería de Sistemas e Informática, precedente del actual Departamento de Informática e Ingeniería de Sistemas, y fue varias veces miembro del Claustro y de la Junta de Gobierno de la Universidad de Zaragoza.
En 2000 fue nombrado académico numerario de la Real Academia de Ingeniería de España y, en 2014, de la Real Academia de Ciencias Exactas, Físicas, Químicas y Naturales de Zaragoza, en este último caso con el discurso De discretos y fluidos: entre la fidelidad y complejidad.

## Obra
Manuel Silva figura como autor o coautor de más de trescientas publicaciones. Uno de los objetos más recurrentes de su investigación son los sistemas de eventos discretos (SED), en especial las redes de Petri. Se considera que Silva introdujo estas representaciones en España con el libro Las redes de Petri en la automática y la informática (Ed. AC, Madrid, 1985).
Otra buena parte de su obra consta de la serie Técnica e Ingeniería en España, con nueve tomos editados sobre historia, filosofía y sociología de la ingeniería publicados por la Real Academia de Ingeniería de España, la Institución Fernando el Católico y Prensas Universitarias de Zaragoza:
- Técnica e ingeniería en España I. El Renacimiento
- Técnica e ingeniería en España II. El siglo de las luces
- Técnica e ingeniería en España III. El siglo de las luces. De la industria al ámbito agroforestal
- Técnica e ingeniería en España IV. El Ochocientos. Pensamiento, profesiones y sociedad
- Técnica e ingeniería en España V. El Ochocientos. Profesiones e instituciones civiles
- Técnica e Ingeniería en España VI. El Ochocientos. De los lenguajes al patrimonio
- Técnica e ingeniería en España VII. El Ochocientos. De las profundidades a las alturas
- Técnica e ingeniería en España VIII. Del noventayochismo al desarrollismo
- Técnica e ingeniería en España IX. Trazas y reflejos culturales externos (1898-1973)

## Premios y reconocimientos
Manuel Silva recibió la medalla de la ciudad de Lille en 1996, y el premio de la Asociación de Ingenieros de Telecomunicación en enero de 2001.
Fue investido doctor honoris causa por la Universidad de Reims-Champagne-Ardenne en noviembre de 2005.
También recibió el  Diploma de Honor del Colegio de Ingenieros Industriales de Aragón y La Rioja (COIIAR) en 2020